# El Gran Combo
El Gran Combo de Puerto Rico är ett salsaband från Puerto Rico. Gruppen bildades 1962 och släppte året efter sitt första album, Acángana.
Gruppens femtonårsjubileum innebar en rad internationella och regionala utmärkelser, såsom El Congo de Oro i Colombia, en hedersutmärkelse från senaten i Puerto Rico och en från staden Dorado, samt det puertoricanska Paoli Prize. På Madison Square Garden i New York höll gruppen en bejublad tjugoårskonsert 1982, och erhöll i efterdyningarna ytterligare utmärkelser, exempelvis "El Guayaquil Luminoso" från Ecuador Efter tjugofem års verksamhet utnämndes gruppen av Puerto Ricos senat till "Ambassadörer för vår musik".
Idag består El Gran Combo av:
- Rafael Ithier, kapellmästare, piano
- Charlie Aponte, Jerry Rivas och Papo Rosario, sång
- Taty Maldonado, trumpet
- Víctor Rodríguez och Moisés Nogueras, trombon
- Freddie Miranda, tenorsaxofon
- Eddie Pérez, altsaxofon
- Freddie Rivera, elbas
- Miguel Torres, congas
- Domingo Santos, timbales
- Mitchell Laboy, bongotrummor